# هلیکه (قمر)
هلیکه (ماه)(به انگلیسی: Helike)، یکی از ماه‌های مشتری است ابعاد آن ۴ کیلومتر، جرم آن ۰٫۰۰۹ ۰×۱۰۱۶ کیلوگرم و نیم‌قطر بزرگ آن ۲۰ ۵۴۰ ۲۶۶ کیلومتر است. این ماه در سال ۲۰۰۳ کشف شد.